# Estadio de Kaliningrado
El Estadio de Kaliningrado (en ruso: Калининградский стадион), también conocido por su nombre Arena Baltika (en ruso: Арена Балтика), es un estadio de fútbol situado en Kaliningrado, Rusia. El estadio fue una de las sedes de la Copa Mundial de Fútbol de 2018. También es el estadio del equipo local FC Baltika Kaliningrado, que inauguró el recinto el 11 de abril de 2018 en un partido de liga ante el Krylia Sovetov Samara (1:0).
Se decidió construir un estadio nuevo en la ciudad de Kaliningrado debido a que el estadio con el que cuenta la ciudad (Estadio Baltika) no tiene suficiente capacidad, es muy antiguo y no está bien ubicado para un evento de tal envergadura. Por tal razón se pensó en un estadio con mayor capacidad, más moderno y con mejor acceso. Había un factor extra a considerar en el proceso de diseño del estadio: la capacidad del estadio tiene que ser reducida a aproximadamente 25 000 asientos cuando termine el mundial, con el fin de que el estadio pueda seguir siendo útil a la población relativamente pequeña de la región.
El estadio ya no está situado en la parte oriental de la ciudad, sino que este se ubica a orillas del Río Pregolya. Los diseñadores intentaron integrar el aspecto histórico que se encuentra a las afueras de Kaliningrado, con el agua que corre a lo largo del río junto al estadio. Luego de esto está para nombrar dentro de las relaciones el puerto de la ciudad que también le da un toque a las características artísticas de la construcción. Lo que quisieron hacer los diseñadores fue entregarle a los habitantes y visitantes de Kaliningrado un lugar en el que pudieran disfrutar del mejor fútbol del mundo durante el mundial y que con el paso del mismo sirviera para otras actividades y no solo el fútbol.
Arena Baltika se encuentra a solo 45 kilómetros de la frontera con Polonia (Voivodato de Varmia y Masuria), lo que lo convierte en el estadio de Copa Mundial de Fútbol de 2018 ubicado más cerca de la Unión Europea y el espacio de Schengen.

## Historia
La planeación y construcción del Estadio de Kaliningrado estuvo en disputa por parte de tres firmas durante un año, los proyectos fueron presentados finalmente para su elección el 24 de enero de 2013. El proyecto ganador fue el de la firma Wilmotte & Asociados, que contrató a Mostovik NPO para el desarrollo de la imagen del estadio.

### Proyecto 1: Baltic Arena

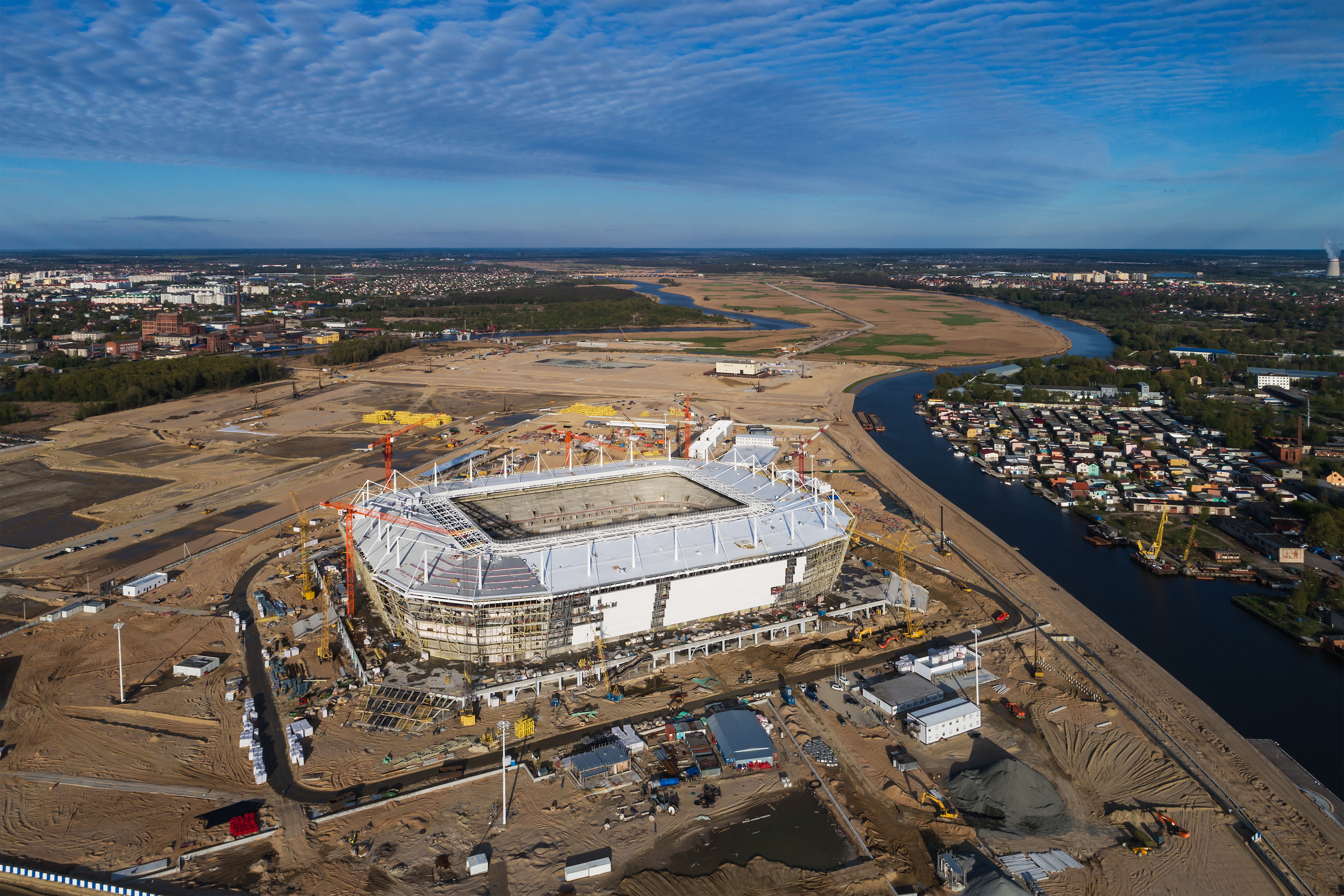
Construcción del estadio en mayo de 2017.

La primera propuesta cuyo objetivo era llamar al estadio Baltic Arena presentada por la firma japonesa APOLLO Architects and Associated. El nombre dado por los diseñadores se debe a la cercanía de Kaliningrado al Mar Báltico y además al equipo de la ciudad, el FC Baltika Kaliningrado; el proyecto fue presentado en Moscú el 6 de enero de 2013. La opción tuvo consideración por parte de los directivos por un tiempo, hasta que fueron presentados los otros dos proyectos que hicieron que perdiera protagonismo en la puja por la construcción del estadio de la ciudad.

#### Exterior del estadio
Se ideó una fachada exterior colorida y geométrica, que consistía en triángulos agudos ordenados de tal manera que se ensamblaran en una sola estructura iluminada con luces led a orillas del  Río Pregolya. También contaría con escalas de acceso en su exterior para facilitar el mismo, además de banderas pertenecientes a los equipos que jugaran cada partido de la Copa Mundial, techo fijo, no corredizo y estructura resistente a sismos. Especialmente, este estadio tendría la innovación de drenar aguas provenientes de inundaciones durante temporadas lluviosas debido a que se encontraría a orillas de un río.

#### Interior del estadio
En el interior de tres niveles el diseño planteado buscaba la integración de su fachada colorida con el césped y las sillas que le darían una silueta más alegre. Contaría con 5 camerinos para árbitros y jugadores, zona vip y una cafetería en la zona oriental, en cada esquina del estadio contaría con zonas de calentamiento para árbitros y recogebolas con sala de prensa de aproximadamente 100 m². En conclusión lo que quería la firma era un estadio multiusos de tres niveles con capacidad para aproximadamente 56 000 espectadores que, además de partidos de fútbol también serviría como escenario para conciertos y eventos multitudinarios y que además de esto fuera útil para un territorio pequeño como la ciudad de Kaliningrado.

### Proyecto 2: Kaliningrad Arena

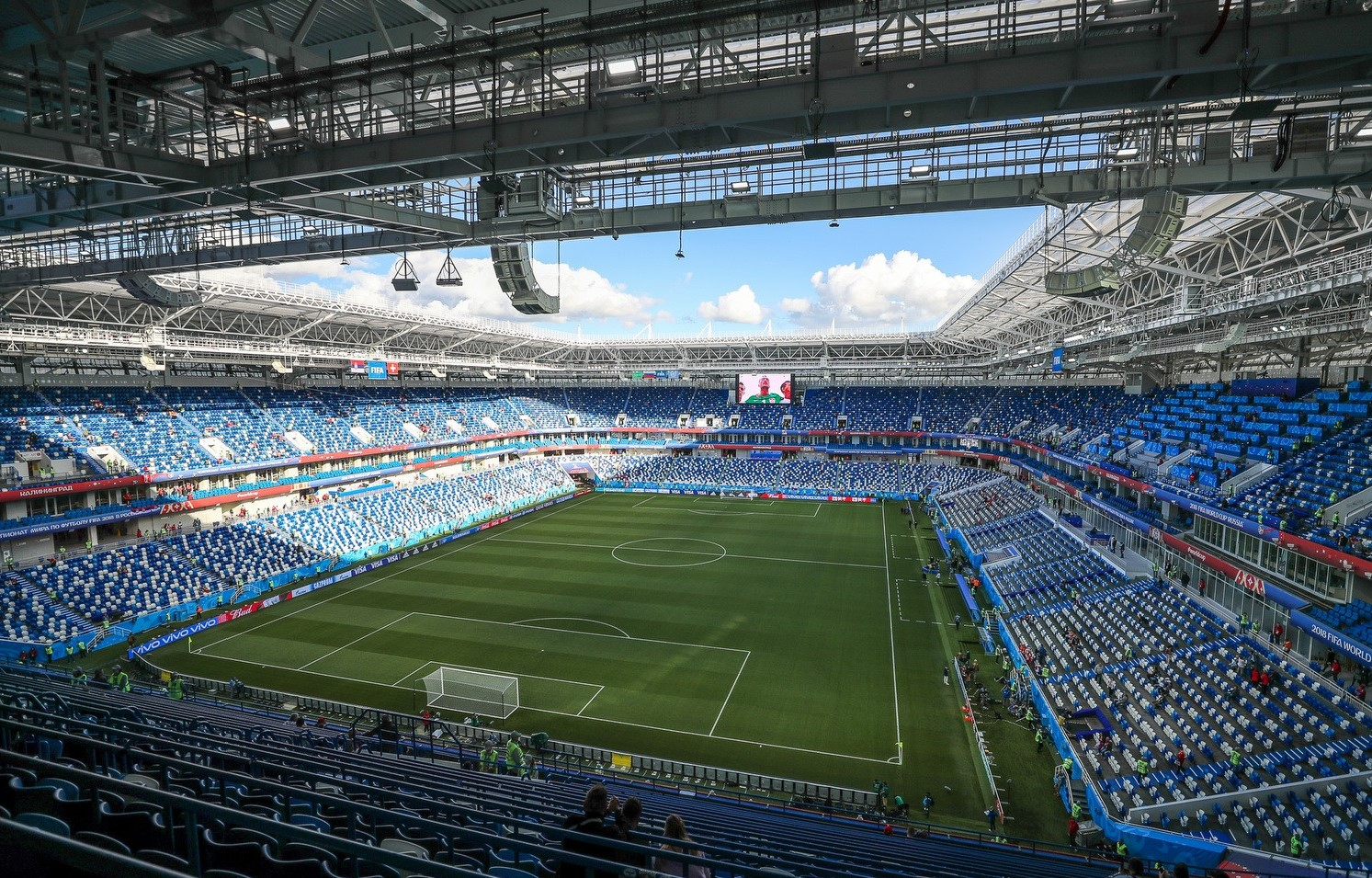
Interior del estadio durante la Copa del Mundo.

La segunda propuesta presentada por la firma inglesa ABIBOO Architecture buscaba llamar al estadio Kaliningrad Arena, en honor a la ciudad en la que se encontraría el estadio, y ya no al Mar Báltico a diferencia del proyecto presentado por la firma anterior, la propuesta fue presentada en Moscú el 24 de enero de 2013. Los diseñadores mostraron su interés desde el primer momento en hacer del Estadio de Kaliningrado, el más atractivo de todos los construidos para la Copa Mundial de Fútbol de 2018 e incluso esta propuesta fue la que generó mejor aceptación entre los medios y la sociedad rusos. Fue el proyecto favorito hasta el día de la elección debido a que fue ampliamente difundido y su forma y colores vistosos hacían que todos dieran por elegido el Kaliningrad Arena.

#### Exterior del estadio
El exterior del estadio , de construirse, contaría con una fachada dorada en forma de óvalo, que cerraría en el centro del estadio, haciendo que fuera según la necesidad cubierto o descubierto, con techo corredizo, un exterior envolvente y armónico que invitara a celebrar el espectáculo, a orillas también del Río Pregolya con la novedad de que contaría con un puerto para recibir visitantes y personas que vinieran a disfrutar del partido. Una base en forma de estrella de aproximadamente 70 metros de longitud de punta a punta las cuales facilitarían el acceso al complejo.

#### Interior del Estadio
En el interior, contaría con dos niveles y con dos pantallas gigantes en las graderías norte y sur que mostrarían los acontecimientos y al público durante los partidos, además cuatro entradas en cada vértice del campo para la entrada de jugadores y otros organismos que hicieran parte de los diferentes juegos, todas las tribunas entre los dos niveles constarían de 20 secciones de sillas y una entrada al centro de cada una de ellas, una superficie de césped con dimensiones de campo de 105 x 68 metros. Bajo la tribuna occidental del estadio, estarían situados la organización y la prensa con cuatro camerinos con dos zonas de calentamiento, uno para árbitros, otro para recoge bolas, dos salas de control de dopaje, una enfermería, las circulaciones del público, la prensa, y la organización. Adicionalmente se construirían una sala de conferencias de prensa, un centro de medios de comunicación, oficinas para la organización y delegados de la FIFA, cuartos de informática, conectividad y telecomunicaciones.

## Ganador: Estadio de Kaliningrado
La tercera y última propuesta fue presentada por la firma Francesa Wilmotte & Asociados, optaron por la sencillez del nombre Estadio de Kaliningrado debido a que querían darle al estadio el nombre autóctono y patriótico del lugar en el que se ubicaba. La propuesta fue presentada en San Petersburgo el 30 de enero de 2013, el objetivo principal de la firma constructora para este proyecto durante el diseño fue integrar el aspecto urbano de Kaliningrado con la fachada exterior del estadio, buscando que además de albergar solamente partidos de fútbol también luego de la Copa Mundial sirviera como estructura para otras actividades, y que sus alrededores además de la cercanía al Río Pregolya fueran utilizados como beneficios complementarios a los visitantes de la ciudad y espectadores de la Copa Mundial de Fútbol de 2018.

### Diseño

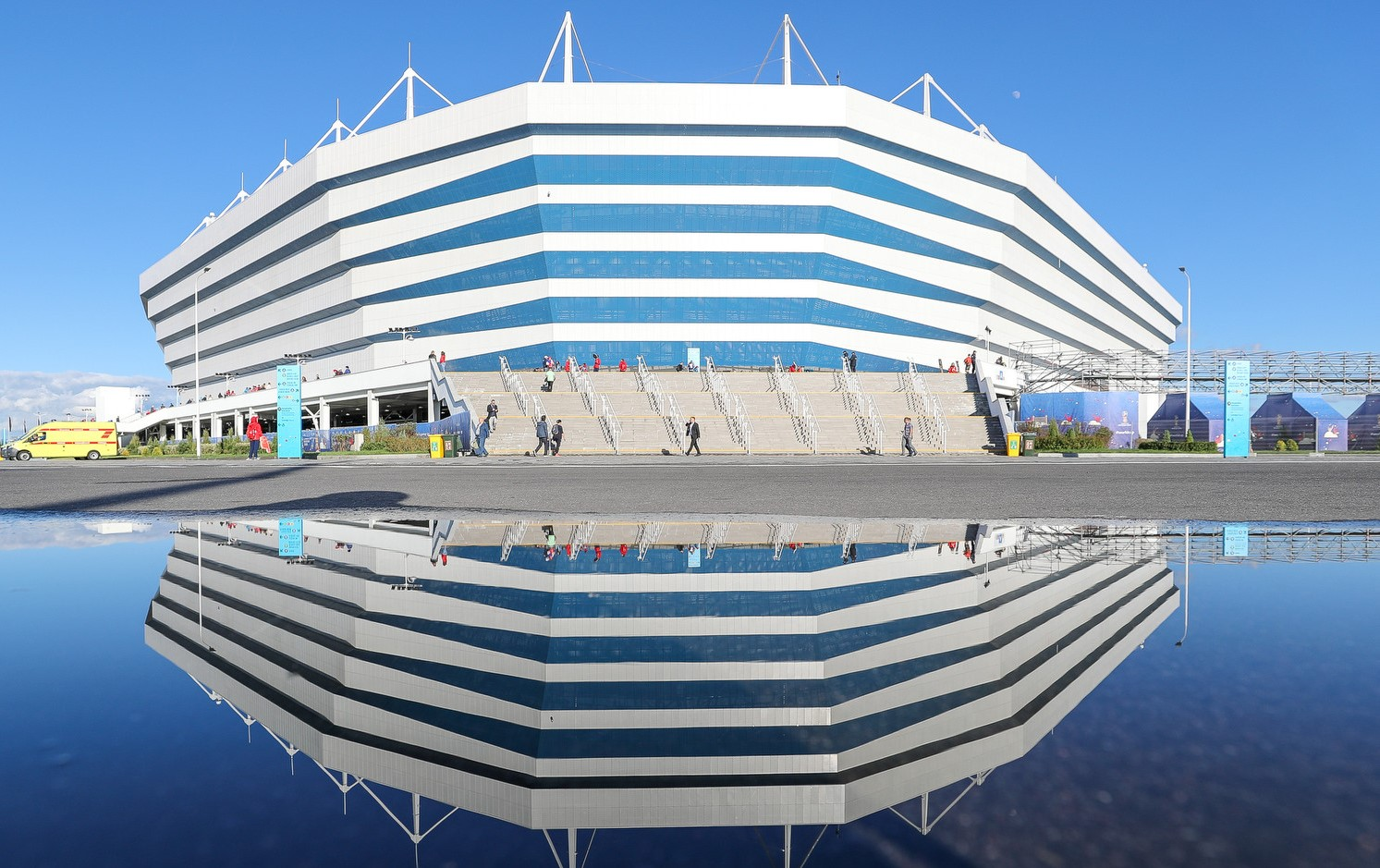
Exterior del estadio.

Wilmotte & Associates, arquitecto principal de proyecto, se encargó de crear una fachada urbana, que integrara el aspecto urbano de Kaliningrado con la fachada exterior del estadio, la cual consiste en un conjunto de pantallas rectangulares que se entrelazan con el contexto circundante.
Además el estadio se diseñó de tal forma que al acabar el torneo las gradas se pueden desmontar y la cubierta superior cubierta superior puede ser removida dependiendo del uso que se le vaya a dar a lo largo del tiempo, su diseño incorpora un techo plano deslizante, es decir, que puede ser operado a control remoto y que puede tener diferentes funcionalidades como lo pueden ser conciertos, conferencias que impliquen gran asistencia y diversos eventos deportivos. Otra novedad con el nuevo Estadio de Kaliningrado es que en el área de 220 hectáreas que se encuentra alrededor del estadio, fueron construidos hoteles y casas de alojamiento para la Copa Mundial de Fútbol de 2018. Estas estructuras que se construyeron, además de hospedaje, cuentan con un centro de medios de comunicación y un Centro Comercial. El objetivo era que una vez acabado el encuentro futbolístico, los alojamientos y hoteles se subdividieran y sean absorbidos por la ciudad, uniéndose directamente a la arquitectura urbana existente.

## Servicios para espectadores

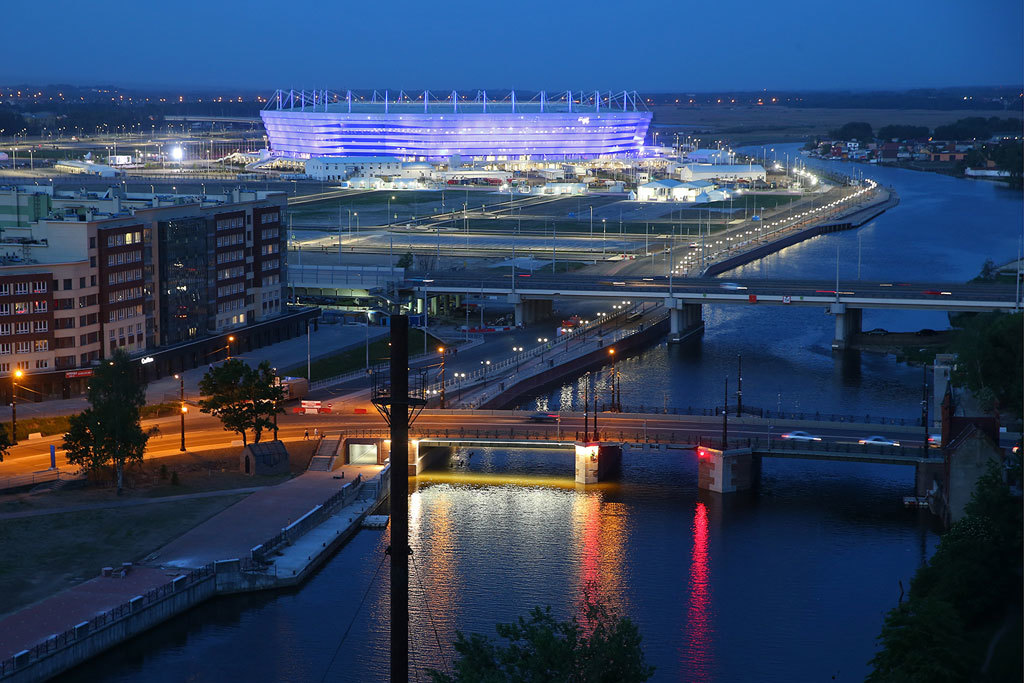
Estadio de Kaliningrado por la noche

El estadio se encuentra en la ciudad de Kaliningrado, en la calle Sólnechni Bulvar, 25. Tiene aforo de 35.000 personas. Varias líneas de transporte urbano hasta el estadio fueron puestas en marcha durante el Mundial para una comunicación más cómoda.
Durante el Campeonato Mundial, los espectadores tuvieron acceso a los siguientes servicios adicionales: 
- Apoyo informativo brindado por voluntarios
- Información (punto de registro de menores, punto para dejar los coches de niño, oficina de objetos perdidos).
- Consigna.
- Audioguías para las personas invidentes o con problemas de visión.

Además, uno de los sectores de la gradería está adaptado para personas con discapacidad: los asientos están instalados de tal manera para que puedan caber una silla de ruedas con un acompañante.

### Seguridad
Para el Campeonato Mundial de Fútbol 2018 el estadio fue dotado de sistemas de aviso y alarma, detectores de metales, escáneres de líquidos peligrosos y sustancias explosivas y se establecieron 30 puestos de vigilancia permanente.
Para el Mundial en Rusia, la FIFA elaboró un reglamento de conducta para los hinchas. La FIFA pretende, en particular, limitar las expresiones de hostilidad, acciones de corte discriminatoria y extremista, o dirigida a instigar odio.

## Eventos

### Copa Mundial de Fútbol de 2018

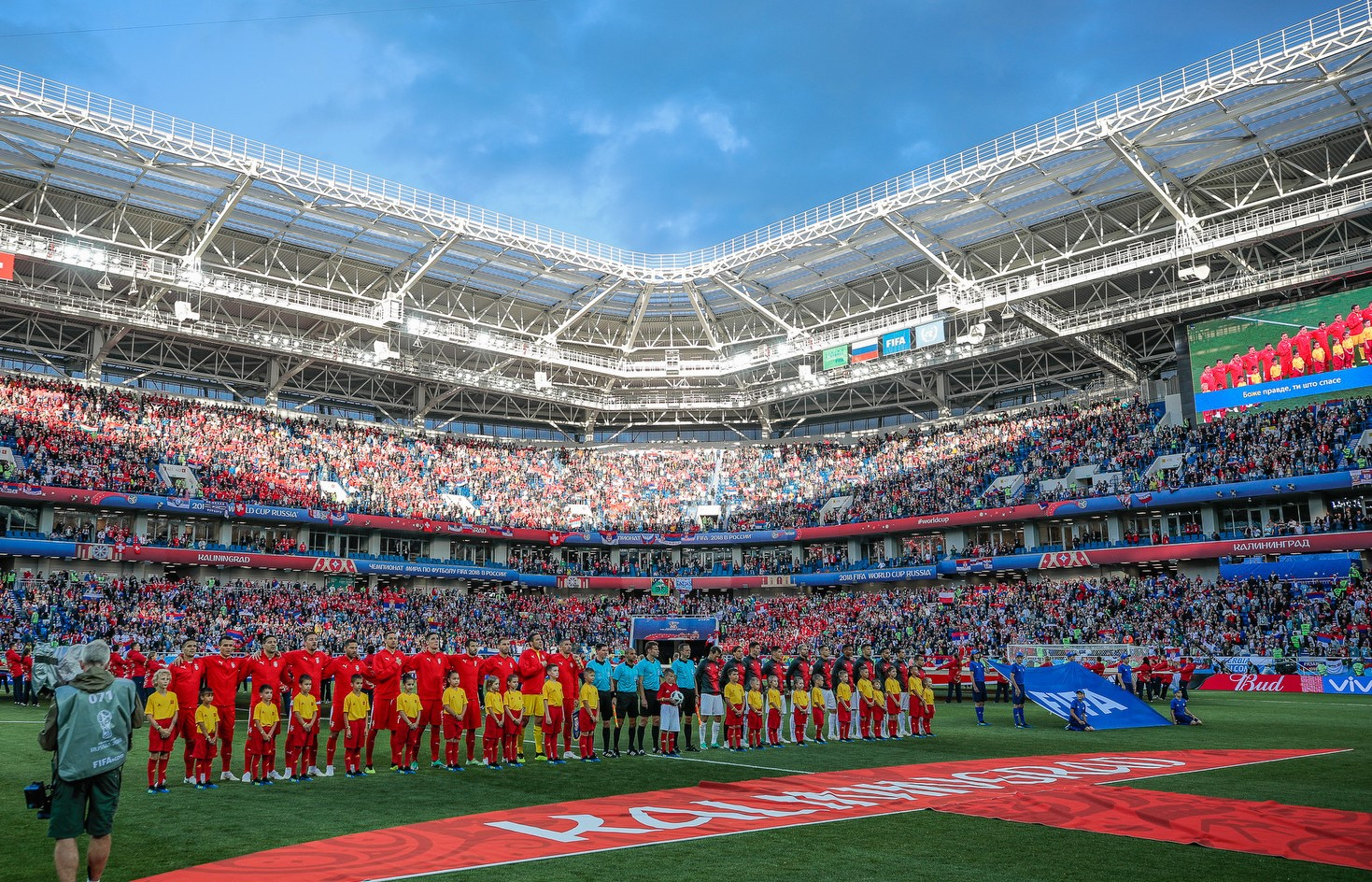
Partido entre y.

Este estadio fue una de las sedes de la Copa Mundial de Fútbol de 2018. Albergó los siguientes partidos:
| Fecha               | Fase         | Equipo     |                       | Resultado |                      | Equipo    | Espectadores |
| ------------------- | ------------ | ---------- | --------------------- | --------- | -------------------- | --------- | ------------ |
| 16 de junio de 2018 | Primera fase | Croacia    | Bandera de Croacia    | 2:0       | Bandera de Nigeria   | Nigeria   | 31 136       |
| 22 de junio de 2018 | Primera fase | Serbia     | Bandera de Serbia     | 1:2       | Bandera de Suiza     | Suiza     | 33 167       |
| 25 de junio de 2018 | Primera fase | España     | Bandera de España     | 2:2       | Bandera de Marruecos | Marruecos | 33 973       |
| 28 de junio de 2018 | Primera fase | Inglaterra | Bandera de Inglaterra | 0:1       | Bandera de Bélgica   | Bélgica   | 33 973       |